# Forum.dk
Forum.dk (fra 1996 - 2007 kendt som Ofir) var et online mødested, der tilbød mail, chat, dating og hotdating.
I dag er forum.dk en omdirigeringsside til minetilbud.dk.

## Historie
Forum.dk var et af de ældste danske internetsider, hvis historie gik tilbage til 26. maj 1996. Siden blev drevet under North Media-koncernen. Siden var mest kendt under navnet Ofir, som den havde indtil foråret 2007, hvor den skiftede navn til Forum.

### Omstruktureringer
Fra 2008 skiftede Forum navn til Søndagsavisen.dk, og i forbindelse med dette navneskift, var der en del nedskæringer på webredaktion. Og efter denne omlægning er Søndagsavisen.dk og Ofir.dk 2 selvstændige webportaler, Søndagsavisen.dk, indeholder chat, dating, mailservice. Ofir.dk er en jobsøgningsportal. Begge sider drives af Kandiathuset.dk, men ejerskabet af koncernen er uforandret.

### Besøgshistorik
Forum.dk havde ifølge Foreningen af Danske Internetmedier 321.267 brugere om måneden (maj 2007).